# Aventure de Catherine C.
Aventure de Catherine C. (dt.: „Abenteuer der Catherine C.“) ist ein französisch-italienisches Filmdrama mit Fanny Ardant und Hanna Schygulla aus dem Jahr 1990. Als literarische Vorlage diente die Geschichte Die Abenteuer der Catherine Crachat (Aventure de Catherine Crachat) von Pierre Jean Jouve.

## Handlung
Die Filmschauspielerin Catherine Crachat lebt in Paris, wo sie sich unsterblich in den Mathematiker Pierre Indemini verliebt hat. Doch durch Catherines Selbstzweifel, die sie permanent mit Koketterie zu kompensieren versucht, geht das Paar schon nach kurzer Zeit wieder getrennte Wege. Catherine fällt danach erst recht in eine Sinnkrise. Bei einem Filmdreh in Wien lernt Catherine eine ihrer Verehrerinnen, die reiche Baronin Fanny Hohenstein, kennen. Sie freunden sich an und Catherine zieht vorübergehend in Fannys Villa ein. Fanny hatte in ihrem Leben bereits zahlreiche Liebesaffären, auch mit Frauen, von denen sich zwei ihretwegen umgebracht haben. Nun betrachtet sie Catherine als ihre neueste Beute.
Auch Pierre trifft schließlich in Wien ein und gerät ebenfalls in Fannys Netz der Begierde. Es entwickelt sich eine Ménage à trois. Fannys Vitalität und ihr erotisches Verlangen stehen dabei Catherines Sinn für Scham gegenüber. Als Pierre überzeugt ist, dass er und Catherine sich erneut trennen müssen, kehrt Catherine nach Paris zurück, von wo aus sie ihm Briefe schreibt. Als Pierre plötzlich stirbt, hinterlässt er zahlreiche nicht verschickte Briefe, die er an Catherine gerichtet hatte. Im Versuch, Catherine für sich zu erobern, bemächtigt sich Fanny der Briefe. Als die beiden Frauen erneut aufeinandertreffen, kommt es zwischen ihnen zu einer Auseinandersetzung, bei der sich Fanny erschießt.
Catherine, die sich noch immer nach Pierre sehnt, wird depressiv. Mit Hilfe der Psychoanalyse versucht sie bei Dr. Leuwen über ihre innere Leere hinwegzukommen. Bei ihren Sitzungen werden alte Erinnerungen an ihre Kindheit wach. Sie war einst sexuell missbraucht worden, weshalb sie über die Jahre eine starke Ambivalenz zu sich und ihrem Körper entwickelt hatte. Mit den gewonnenen Selbsterkenntnissen kommt sie letztlich mit ihrer Vergangenheit ins Reine.

## Hintergrund
Die Geschichte der Catherine Crachat wurde vom französischen Autor Pierre Jean Jouve erstmals in zwei Romanen, Hécate und Vagadu, 1928 und 1931 veröffentlicht. Sie wurde von Jouve, einem Anhänger Sigmund Freuds, bewusst von den Lehren der Psychoanalyse geprägt.
Die Verfilmung Aventure de Catherine C. wurde am 29. August 1990 in Frankreich uraufgeführt. In Deutschland wurde der Film nicht veröffentlicht.